# 50412 Евен
50412 Евен (50412 Ewen) — астероїд головного поясу, відкритий 26 лютого 2000 року.
Тіссеранів параметр щодо Юпітера — 3,365.